# 全米日系米国人記念碑
全米日系米国人記念碑（ぜんべいにっけいべいこくじんきねんひ、英語: Japanese American Memorial to Patriotism During World War II）は、アメリカ合衆国ワシントンD.C.に位置する、第二次世界大戦中の強制収容をはじめとする、差別的な措置を受け続けたにもかかわらず、祖国への忠誠と貢献を果たし続けた日系人による愛国心と忍耐を顕彰した、国立公園局が所管する敷地。

## 概要
全米日系米国人記念碑は、『国立日系アメリカ人記念財団（NJAMF）』の解説によると、
| 日系人が経験した苦難のみならず、あらゆる差別や抑圧からの解放を象徴している。それは、我々が無知と偏見を克服するべく、身命を賭した戦いと、嘗ては苦しみ、引き裂かれたものの、今日では報われ、受容され、アメリカ社会に同化した文化の理を想起させる。とどのつまり、同碑は全アメリカ国民の象徴としての、日系人の歴史を呈示している。 |

である事を旨としているという。
同碑の実質的なシンボルは、全米彫刻協会の副会長も歴任した、日系三世のアーティストであるニーナ・アカムによる、2羽のタンチョウを象った鋳造ブロンズ彫刻から成る『黄金の鶴』である。採石場で使用されるドリルの芯を示唆する溝が刻まれている、直方体の台座の上に置かれ、記念碑の壁越しにも見える2羽の鶴は、度重なる艱難辛苦を乗り越えた才気への賛辞を表したものである。片翼は上向き、もう一方は下向きにして、互いを姿勢を反映させ合う事により、相反する宇宙の二面性を象徴している。互いに体を押し付け合い、有刺鉄線に止まっているかの様にも見える姿は、束縛から逃れる為の個々の努力、共同体の支援、相互扶助の尊さを表している。
碑の中央には、第二次世界大戦中に戦死した、800人以上に及ぶ日系人兵士の氏名が記された『名誉の壁』がある。
また、日本の寺社における梵鐘を模した鐘や、枯山水をモチーフとした庭園が施されているほか、中に小さな岩をあしらえる事により、日本の地形を表し、
「我々は、ここに過ちを認める。国家として、法の下では平等である事を断言する」
という、1988年8月10日にロナルド・レーガン大統領（当時）が、『市民の自由法』に署名した際の言葉を、縁に刻んだ人工池も配されている。

## 歴史

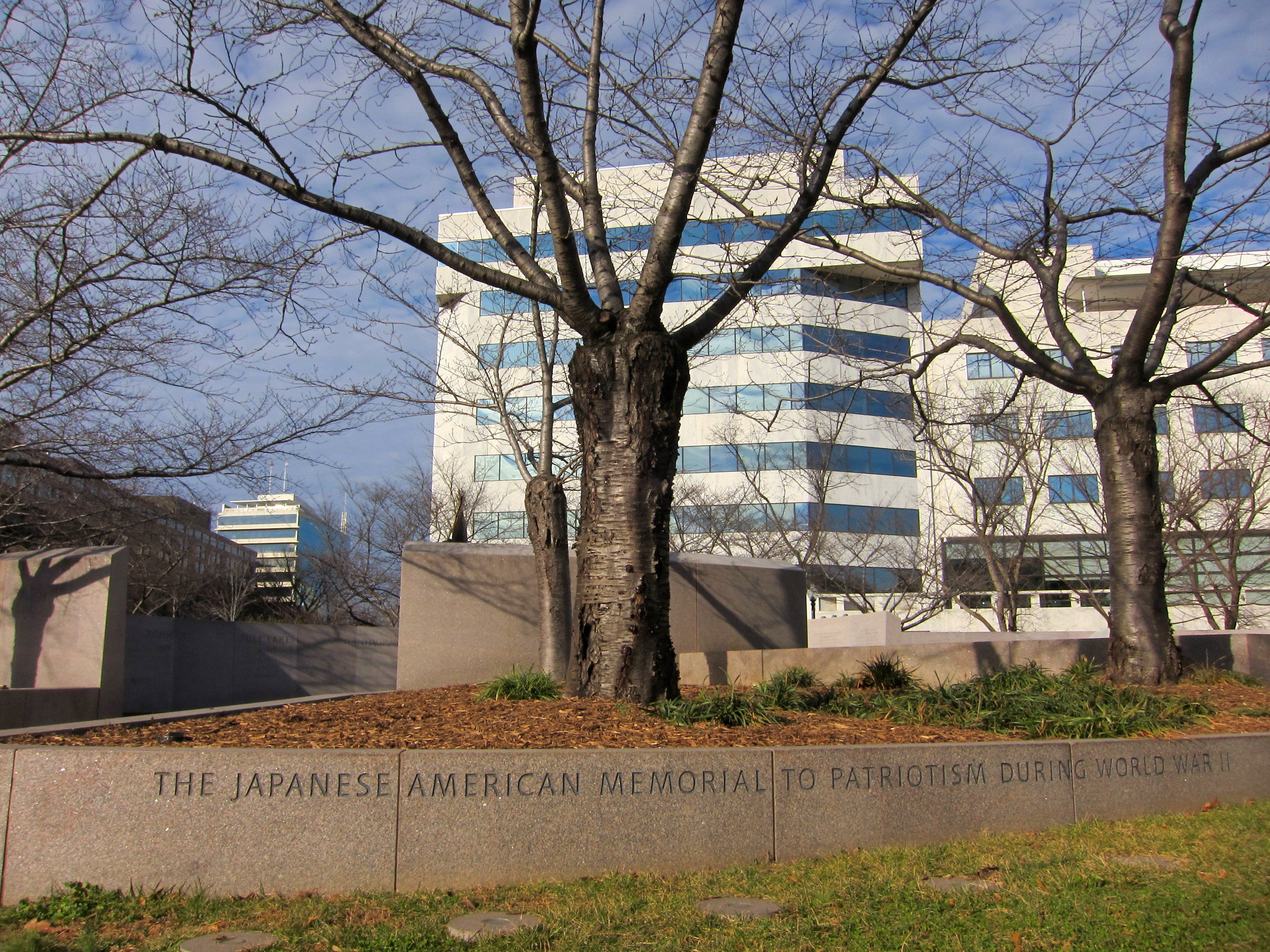
記念碑の正門

全米日系米国人記念碑の設置に関する企画は、1988年にNJAMFの前身である『日系退役軍人協会』により提唱・立案された。
記念碑の設置を承認する『公法102 - 502』は、1992年10月24日にジョージ・H・W・ブッシュ大統領（当時）によって署名された。
1999年10月22日に起工し、2000年11月9日に除幕式、2001年6月29日に完成記念式典が執り行われた。
2000年の除幕式においては、国防総省から、
「今日の霧雨は、戦場で英雄となったか、隔離された強制収容所に抑留され続けていたかを問わず、第二次世界大戦下を過ごした全ての日系人達の頬に流れた涙と、溶け合っているかの様だ」 - 同省による公式声明
「第二次世界大戦における大きな皮肉の1つは、第522野戦砲兵大隊の日系人が、ダッハウ強制収容所を解放した最初の連合国軍の部隊だった事でした。彼等の中には、アメリカに残した家族が、強制収容所に抑留されたままだった者も、多くいました」 - ルディ・デ・レオン国防副長官
といったメッセージが送られた。
ビル・クリントン大統領も、
といった声明を、ジャネット・レノ司法長官によるスピーチを通して表明した。
2002年に所有権が連邦政府へ移管され、以降は国立公園局が、同碑の維持管理を管轄している。

## 碑文

### 主碑文
| アメリカ合衆国が第二次世界大戦に突入してから73日後の1942年2月19日、フランクリン・ルーズベルト大統領は、12万人の日系アメリカ人達が、西海岸やハワイにある自宅から立ち退かざるを得ない事態を招く、『大統領令9066号』を発令した。 彼等は、最低限の手荷物しか手にする事を許されず、自宅・友人・農場・会社を放棄して、人里離れた土地に作られた10ヶ所の強制収容所まで、武装した軍隊によって護送され、有刺鉄線に囲まれる中での生活を余儀なくされた。1946年3月まで収容所に抑留された者もいた。 更に、司法省によって4,500人が逮捕され、ニューメキシコ州サンタフェなどの収容所に収容された。テキサス州クリスタルシティの家族抑留所においても、2,500人が収容された。 召集に応じる形で、若い日系人が兵役に就き、戦前からの兵士達も馳せ参じた。ヨーロッパで戦った第100歩兵大隊と第442連隊戦闘団は、その活動期間と規模に比して、アメリカ合衆国軍事史上で最も多くの勲章を受けた部隊となった。MISの隊員達は、2ヶ国語話者としての能力を活かして、数多くの人命を救い、太平洋戦争の終結を早めた。第1399建設工兵大隊は、勝利に不可欠なインフラストラクチャーの強化に貢献した。 終戦から38年後の1983年、『戦時における民間人の転住・抑留に関する委員会』は、日系人の強制収容を「軍事的な必要性ではなく、人種差別に基づいた不当なもの」と結論付けた。 1988年に、ロナルド・レーガン大統領は過ちを謝罪したうえで、最小限の補償を提供し、全てのアメリカ人の、法の下における平等な正義を求める、という国家の公約を再確認する『市民の自由法』に署名した。 |

### その他
| この碑が、民主主義への信頼を堅持し続けた、第二次世界大戦下の市民による不屈の精神への賛辞でありますように。 - ノーマン・ミネタ（峯田良雄）、連邦議会下院議員・ワイオミング州ハートマウンテン移住センター抑留者 |

| 私は、日系アメリカ人である事を、名誉に思っている この国の制度・理想・伝統を信じている 母国の遺産を誇りとしている 母国の歴史を自慢に思う 母国の未来に希望を持っている - マイク・マサオカ（正岡優）、公民権運動家・第442連隊戦闘団2等軍曹 |

| 1988年に、市民の自由法を可決させた我々の行動は、この国の憲法制度に信頼を付与し、正義の教えを確固たるものにする為の肝心であった。 - ロバート・マツイ（松井武男）、連邦議会下院議員・カリフォルニア州トゥーリーレイク戦争移住センター抑留者 |

| 得られた教訓は、如何なる人々にも二度と起きてはならない厳然たる史実として、後世に継承する義務がある。 - ダニエル・イノウエ（井上建）、連邦議会上院議員・第442連隊戦闘団大尉 |

| 諸君は敵だけではなく、偏見とも戦い、そして勝ったのだ。偏見との戦いを継続すれば、常にあらゆる人々が福祉を享受できる事を謳った憲法を制定した、この偉大な合衆国を勝利に導き続ける事にも繋がるであろう。 - 1946年7月15日にホワイトハウス南側のザ・エリプスで催された、第442連隊の歓迎式典におけるハリー・S・トルーマン大統領のスピーチより一部抜粋 |

| 受け継いでいる血は日本人 でも精神と思考はアメリカ人 絶対に挫けない名誉 理不尽に晒されながらも 次世代の為に耐えた - ドーン・アーリック（松本明美）による短歌『遺産』より |

また、主要な10ヶ所の収容所名と、各収容所に抑留された日系人の最大収容者数も刻まれている。
| 収容所名         | 最大収容者数 | 州               |
| ---------------- | ------------ | ---------------- |
| ポストン         | 17,814       | アリゾナ州       |
| ハートマウンテン | 10,767       | ワイオミング州   |
| トパーズ         | 8,130        | ユタ州           |
| ジェローム       | 8,497        | アーカンソー州   |
| マンザナー       | 10,046       | カリフォルニア州 |
| ローワー         | 8,475        | アーカンソー州   |
| トゥーリーレイク | 18,879       | カリフォルニア州 |
| ミニドカ         | 9,397        | アイダホ州       |
| ヒラリバー       | 13,348       | アリゾナ州       |
| アマチ           | 7,318        | コロラド州       |